# Cinnamomum suvrae
Cinnamomum suvrae là loài thực vật có hoa trong họ Nguyệt quế. Loài này được M.Gangop. mô tả khoa học đầu tiên năm 2006.